# Oliva Sabuco
Oliva Sabuco de Nantes y Barrera, née en 1562 à Alcaraz où elle est morte aux environs de 1646, est une philosophe et écrivaine espagnole, auteure de traités de médecine et pionnière espagnole de la médecine psychosomatique et de la thérapie holistique.

## Biographie

### Origines et famille
Oliva Sabuco est baptisée ou naît le 2 décembre 1562 à Alcaraz, près de Tolède, en Espagne.
Elle est la benjamine d'une fratrie de six enfants. Son père, Miguel Sabuco y Alvarez, apothicaire, syndic et avocat, est l'un des notables les plus importants d'Alcaraz ; sa mère est née Francisca de Cozar.
Elle épouse Acacio de Buedo le 26 décembre 1585.

### Études et écrits
Elle est l'élève pendant sa jeunesse de Pierre-Simon Abril.
Elle était intéressée par l'interaction entre les phénomènes physiques et psychologiques et a écrit un ensemble de traités médicaux et psychologiques sur la nature humaine et les effets des émotions sur le corps et l'âme.
Les débats sur l'attribution de ses écrits à son père ont souvent prévalu sur la prise en compte de ceux-ci.

## Postérité et hommages
- Le médecin français Charles Le Pois a cité l'influence du traité d'Oliva Sabuco sur son propre travail concernant l'hystérie[6].
- Dans le film espagnol La Cellule de Fermat (2007), l'un des scientifiques qui doit résoudre des énigmes mathématiques reçoit le nom de code d'« Oliva », en référence à Oliva Sabuco.
- Un des cratères de Vénus a été nommé Barrera en son honneur[7].

### Publications
- (en) True Philosophy of Human Nature, Chicago, University of Illinois Press, 2007  (ISBN 978-0-252-03111-3)
- Maura, Juan Francisco. “Arte de saber vivir, filosofía presocrática y oriental en la Nueva filosofía de Oliva Sabuco (1562-1622)”. Lemir (Revista de literatura medieval y del Renacimiento). Lemir 27 (2023) 359-409.